# Bahnhof Großburschla
Bahnhof Großburschla ist eine zum Stadtteil Heldra der Stadt Wanfried im Werra-Meißner-Kreis in Hessen gehörende Siedlung.

## Geographische Lage

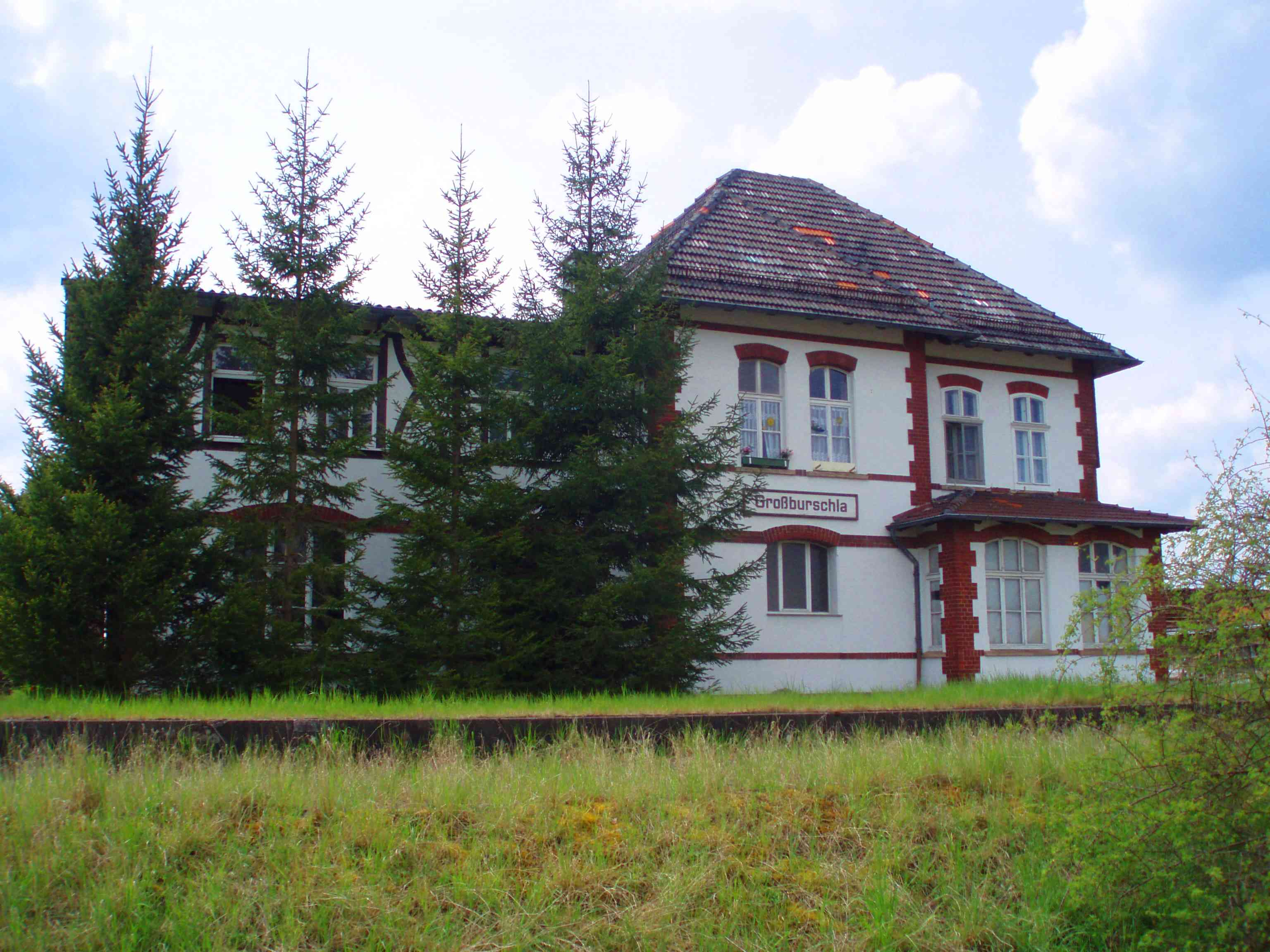
Ehemaliges Bahnhofsgebäude

Bahnhof Großburschla liegt unmittelbar an der hessisch-thüringischen Landesgrenze, etwa 500 Meter östlich vom thüringischen Großburschla und etwa einen Kilometer nordwestlich von Heldra im Tal der Werra.

## Geschichte
1902 wurde die Bahnstrecke Schwebda–Wartha im Abschnitt von Schwebda bis zum Bahnhof Treffurt fertiggestellt und eröffnet. Der damals preußische Ort Großburschla erhielt an dieser Strecke einen Bahnhof, der sich auf Grund des Streckenverlaufes in der Gemarkung des Nachbarortes Heldra befand. Mit dem Bahnhof entstand eine Bahnhofsgaststätte, nachfolgend siedelten sich im Umfeld Gewerbebetriebe an. Politisch gehörte die Ansiedlung von Beginn an zu Heldra, Verbindungen bestanden jedoch vorwiegend in das näher gelegene Großburschla, in welches die Kinder des Ortes noch bis 1952 zur Schule gingen.
Bedingt durch die Festlegungen der Konferenz von Jalta und der Aufteilung Deutschlands in Besatzungszonen kam es 1945 zu dem Umstand, dass Großburschla der sowjetischen, Heldra und der Bahnhof Großburschla zur amerikanischen Besatzungszone gehörten und Großburschla durch die entstehende Innerdeutsche Grenze von seinem Bahnhof zunehmend abgeschnitten wurde. Nachdem die Bahnstrecke zwischen Heldra und Treffurt ab dem 3. Juli 1945 unterbrochen worden war, wurde der Eisenbahnverkehr bis 1970 nur noch eingeschränkt bis nach Heldra aufrechterhalten; der Personenverkehr wurde am 6. Juni 1966 eingestellt. 1970 wurde der Bahnhof Großburschla neuer Endpunkt für den verbliebenen Güterverkehr, bis die Strecke 1993 stillgelegt und 1994 abgebaut wurde.
1972 wurde Bahnhof Großburschla gemeinsam mit Heldra nach Wanfried eingemeindet. Heute finden sich in der Siedlung Bahnhof Großburschla mehrere Wohnhäuser, eine Gärtnerei und ein Holzhandel, welcher das ehemalige Bahnhofsgelände nutzt. Etwa 60 Menschen leben in dem Ortsteil; der historische Höchststand liegt bei 120 Personen.
1979 entstanden Szenen des Kinofilms Der Willi-Busch-Report im Bereich der Siedlung Bahnhof Großburschla.
Durch die Siedlung führt, teils auf der früheren Bahntrasse, der Werratalradweg.